# Ana Botín

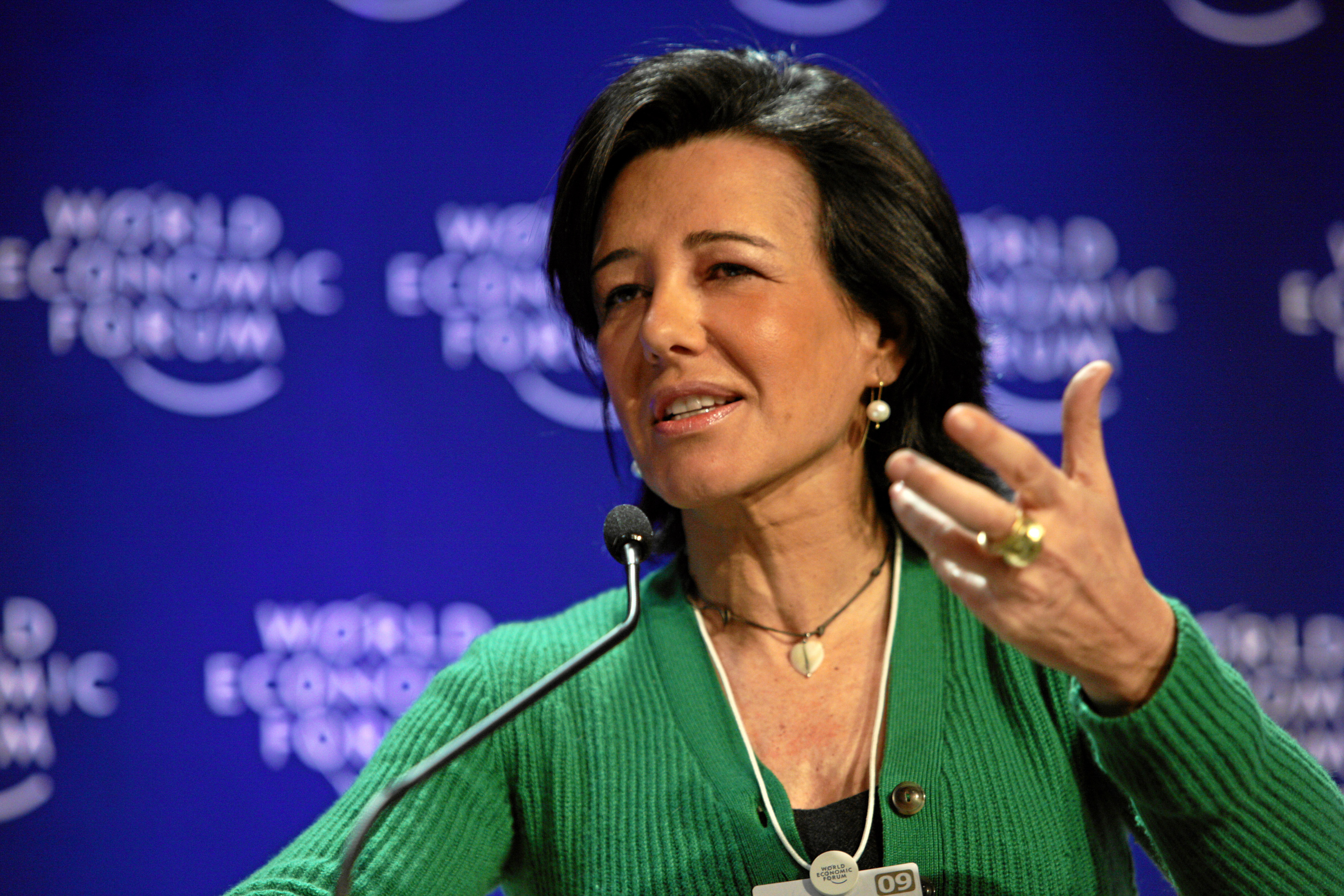
Ana Botín (Weltwirtschaftsforum 2009)

Ana Patricia Botín-Sanz de Sautuola O’Shea (* 4. Oktober 1960 in Santander, Kantabrien) ist eine spanische Managerin und Vorstandsvorsitzende der Banco Santander. Bis September 2014 war sie Vorstandsvorsitzende von Santander UK, dem britischen Ableger der Banco Santander. Laut einem Ranking der Wirtschaftszeitung Financial Times Deutschland gilt sie als einflussreichste Managerin Europas, auf der Forbes-Liste der einflussreichsten Frauen belegte sie 2016 den 10. Platz.

## Karriere
Die älteste Tochter von Emilio Botín, dem Vorsitzenden der Banco Santander, studierte an der Harvard Business School und dem Bryn Mawr College, USA. Erste Führungserfahrungen sammelte sie während ihrer siebenjährigen Tätigkeit bei JPMorgan in den USA. Sie kehrte 1988 nach Spanien zurück und arbeitete seit 1989 in verschiedenen Führungspositionen für die Bankengruppe Santander. Von 1994 bis 1999 war sie Vizepräsidentin der Bank Santander. Sie initiierte die Expansion der Banco Santander in ganz Lateinamerika. Bis November 2010 war sie Vorsitzende von Banesto, der für das Privatkundengeschäft zuständigen Bank der Santander-Gruppe, bevor sie die Leitung des britischen Geschäfts von Santander übernahm. Für ihre Verdienste um den britischen Finanzsektor erhielt sie 2015 die Auszeichnung Dame Commander (DBE) des Order of the British Empire. Nach dem Tod ihres Vaters wurde sie 2014 zur Präsidentin der Banco Santander gewählt. 2015 wurde sie mit dem European Banker of the Year ausgezeichnet. Botín wurde zur Bilderberg-Konferenz eingeladen, einer Konferenz mit einflussreichen Personen aus Wirtschaft, Medien und Politik. Botín wurde u. a. 2018, 2019 und 2020 in der Forbes-Liste der einflussreichsten Frauen unter den ersten zehn geführt. Im Jahr 2020 wurde sie vom Direktorium des Internationalen Währungsfonds zur externen Beraterin ernannt. 2021 berief sie die Gruppe der zwanzig wichtigsten Industrie- und Schwellenländer (G20) neben anderen namhaften Mitgliedern in den HLIP, einem Panel zur Erörterung aller finanziellen Fragen im Zusammenhang mit globalen Pandemien.

## Familie
Ana Botín ist eines von sechs Kindern. Ihr Vater war Emilio Botín, Präsident der Banco Santander. Ihre Mutter ist Paloma O’Shea, eine Pianistin, welcher der spanische König den Titel einer „Marquesa“ für ihr Lebenswerk verlieh. Ana Botín ist mit dem Banker Guillermo Morenes verheiratet, mit dem sie drei Kinder hat, und lebt in Belgravia, London.